# The Day That Never Comes
"The Day That Never Comes" is de 40e single van de Amerikaanse thrashmetal band Metallica. Het nummer staat op Metallica´s studioalbum Death Magnetic. "The Day That Never Comes" werd uitgegeven op 21 augustus 2008.
Het nummer is, net als de rest van de albumnummers, te downloaden voor de videospellen Guitar Hero III: Legends of Rock en Guitar Hero: World Tour.